# Ivan Saidenberg
Ivan Simões Saidenberg (Piracicaba, 12 de novembro de 1940 — Santos, 30 de setembro de 2009) foi um quadrinista brasileiro.
Iniciou-se nos quadrinhos (banda desenhada) em 1960, juntamente com seu irmão, Luiz Saidenberg, fazendo HQs de terror e aventura para as editoras La Selva, Outubro e Taika. Como Luiz fazia as ilustrações, Ivan especializou-se em roteiros e argumentos, embora fosse também desenhista.
Em 1970 entrou para os Estúdios Disney da Editora Abril, onde ficou até 1985, escrevendo ao longo de sua carreira cerca de mil roteiros para diversos personagens, entre eles, Zé Carioca, Pato Donald, Peninha, Mickey e Pateta, e trabalhando ao lado de artistas como Renato Canini e Waldyr Igayara. Para os Estúdios Disney, criou o Morcego Vermelho, Morcego Verde (Zé Carioca), Pena Kid, Pena das Selvas, Penado (O Espírito que Desanda) e os primos do Zé Carioca, entre outros.
Seus esboços (rough ou transl. rafe) ficaram conhecidos dentro dos Estúdios Disney pelo dinamismo e pela fluidez de movimento dos personagens, às vezes perdidos na passagem para o nanquim, que exigiam atenção redobrada dos profissionais da arte-final. Escreveu outras várias centenas de roteiros para estúdios brasileiros, tendo colaborado com a Turma do Pererê, de Ziraldo, a Turma do Lambe-Lambe, de Daniel Azulay, e a Turma da Fofura, de Ely Barbosa, juntamente com a esposa Thereza e a filha Lucila.
Criou também personagens próprios, como o piloto de corridas Va-Va-Vum (revista Crás) e Rei Napo, o Leão, sátira política ao governo de João Batista Figueiredo, publicada pelo jornal City News, de Campinas, onde morou de 1971 a 1988. Viveu ainda por dezesseis anos no Estado de Israel, onde ilustrou histórias infantis de autoria de sua esposa, Thereza. 
Saidenberg faleceu em 30 de setembro de 2009, devido complicações do diabetes e insuficiência arterial.

Sua filha, Lucila Saidenberg, lançou, em maio de 2013, um livro em sua homenagem, "O Homem que Rabiscava, Vida e Obra de Ivan Saidenberg", pela editora sob demanda, Clube de Autores, nas versões digital e impressa, além de um blog, também dedicado a obra do pai, novembro do mesmo ano, a Marsupial Editora publica o e-book para Kindle "A História dos Quadrinhos no Brasil", uma compilação de textos publicados por Ivan no "Jornal Hoje" de Campinas. Em 2014, a Marsupial Editora anunciou o lançamento em formato de bolso de "O Homem que Rabiscava, Vida e Obra de Ivan Saidenberg".